# Planinica (Mionica)
Planinica es un pueblo ubicado en el municipio de Mionica, distrito de Kolubara, Serbia.

## Superficie
Cuenta con una superficie de 31,41 kilómetros cuadrados.

## Demografía
Hasta 2022 la población era de 179 habitantes, con una densidad de población de 5,70 habitantes por kilómetro cuadrado.
| 695                                                             | 676 | 654 | 553 | 482 | 334 | 313 | 237 | 179 |
| (Fuente: Population statistics of Eastern Europe & former USSR) |     |     |     |     |     |     |     |     |